# Гальчино (городской округ Домодедово)

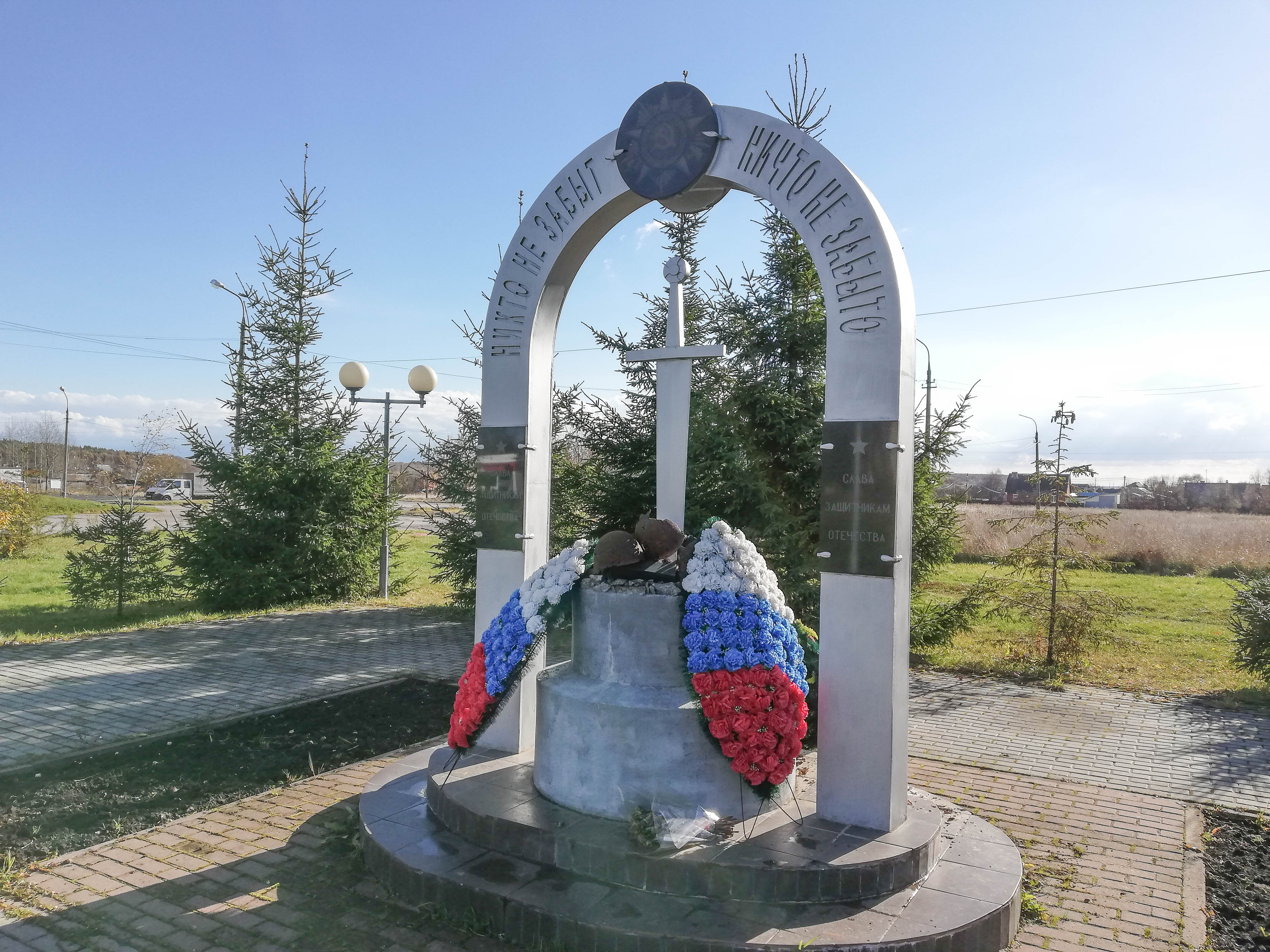
Воинский мемориал в Гальчине

Гальчино — деревня в Московской области. Входит в городской округ Домодедово.
Расположена у юго-восточных окраин города Домодедово, на восточной границе микрорайона Барыбино.

## История
До 1994 гг. село было административным центром Лобановского сельсовета, с 1994 до 2007 гг. — Лобановского сельского округа Домодедовского района.
С 2007 года село является центром Лобановской территории в рамках территориального отдела Лобановского и Краснопутьского административных округов городского округа Домодедово.

## Население
| 2002 | 2010  | 2021  |
| ---- | ----- | ----- |
| 3005 | ↗3060 | ↗3607 |